# Слосс, Роберт Томпсон
Роберт Томпсон Слосс (англ. Robert Thompson Sloss; 1872 — 1920) — американский журналист, известный тем, что в 1910 году предсказал появление мобильного телефона.
Окончил Принстонский университет (1893), где учился вместе с будущим писателем Бутом Таркингтоном, публикуя его рисунки и стихи в своём литературном журнале John-a-Dreams. 
На рубеже веков публиковался в ежемесячном журнале Pearson's Magazine, 
в 1905—1909 гг. заместитель редактора в «Журнале книголюбов Эплтона».
Опубликовал две популярных книги об автомобилях: «Книгу автомобиля» (англ. The book of the automobile; a practical volume devoted to the history, construction, use and care of motor cars and to the subject of motoring in America; 1905, с предисловием Д. Х. Морриса) и «Автомобиль: его выбор, обслуживание и использование» (англ. The Automobile; its selection, care and use; 1910). 
Отдельным изданием также вышел памфлет «Взгляд американца на британскую почтовую цензуру» (англ. An American's view of the British mail censorship; 1916, переводы на датский и шведский языки).
В 1910 году Слосс принял участие в международном сборнике статей «Мир в ближайшие сто лет» (нем. Die Welt in hundert Jahren), составленном Артуром Бремером; среди авторов книги были также 
Чезаре Ломброзо (глава «Преступление и наказание в ближайшие сто лет»), 
Герман Бар («Литература в ближайшие сто лет»), 
Вильгельм Кинцль («Музыка в ближайшие сто лет»), 
Берта фон Зутнер («Борьба за мир в ближайшие сто лет»), 
Эллен Кей («Женщина в ближайшие сто лет»), 
Эдуард Бернштейн («Социальная жизнь в ближайшие сто лет») и другие. 
В этой книге Слосс поместил очерк «Беспроводное столетие» (нем. Das drahtlose Jahrhundert), в котором подробно описываются применения мобильной телефонии в будущем: оперативная передача журналистами информации, удалённые совещания предпринимателей и политиков и т. д.